# Mercina
Mercina – wieś w Rumunii, w okręgu Caraș-Severin, w gminie Vărădia. W 2011 roku liczyła 568 mieszkańców. 